# Metropolia di Maronia e Komotini

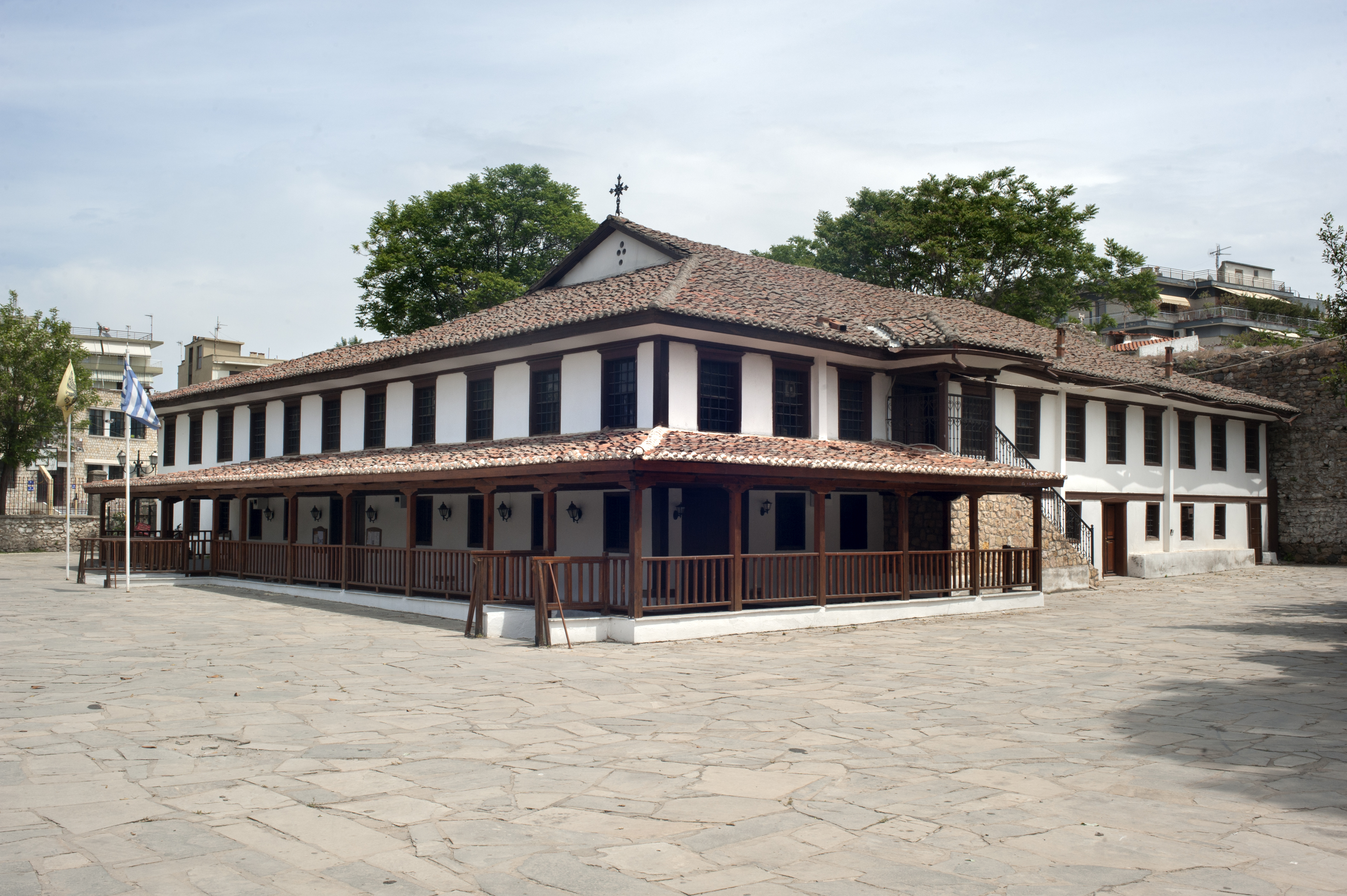
La cattedrale metropolitana della Dormizione della Vergine Maria.

La metropolia di Maronia e Komotini (in greco: Ιερά Μητρόπολις Μαρωνείας και Κομοτηνής; Ierá Mitrópolīs Maroneias kai Komotinis) è una diocesi del patriarcato ecumenico di Costantinopoli, pastoralmente affidata alla Chiesa di Grecia, con sede a Komotini, nella Macedonia Orientale e Tracia, dove si trova la cattedrale metropolitana della Dormizione della Vergine Maria.
Dal 21 febbraio 2013 il metropolita è Pantalemone Moutafis.

## Territorio
La metropolia si estende nell'unità periferica dei Rodopi nella Macedonia Orientale e Tracia nel nord-est della Grecia.
Sede del metropolita è la città di Komotini, dove si trova la cattedrale metropolitana della Dormizione della Vergine Maria.
Dal punto di vista canonico, la metropolia fa parte del patriarcato ecumenico di Costantinopoli. Tuttavia, trovandosi in territorio greco, la gestione pastorale è affidata alle cure dell'arcivescovo di Atene e della Chiesa di Grecia.

## Storia
Maronia (o Maronea) è un'antica sede episcopale, risalente all'epoca romana e bizantina, nella provincia romana di Rodope, subordinata al patriarcato di Costantinopoli. Nelle Notitiae Episcopatuum del patriarcato è attestata dal VI secolo, dapprima come sede arcivescovile autocefala e poi come metropolia.
Secondo Michel Le Quien, il primo vescovo documentato di Maronia sarebbe Alessandro, che prese parte al concilio di Sardica tra il 343 e il 344; lo stesso autore tuttavia, a causa di una diversa lettura delle fonti, attribuisce questo vescovo anche alla diocesi di Messene. Il primo vescovo certo è Timoteo, che all'inizio del V secolo sostenne la causa di Giovanni Crisostomo e fu esiliato.
Verso la metà del XIV secolo l'arcidioesi fu elevata al rango di metropolia, ma poco dopo venne soppressa, probabilmente a causa della riduzione del numero dei cristiani nella regione. Non sono più noti metropoliti di Maronia fino a metà del XVII secolo con il vescovo Pancrazio, in occasione della restaurazione della metropolia all'epoca del patriarca Joannicus II di Costantinopoli. Fu in questo momento che la sede dei metropoliti fu trasferita a Komotini, nei cui pressi si trovavano i resti di un'altra sede di epoca romano/bizantina, l'arcidiocesi di Massimianopoli di Rodope (poi diocesi di Mosinopoli).

## Cronotassi
- Alessandro † (menzionato nel 343/344)[4]
- Timoteo † (menzionato nel 405 circa)[4]
- Docimasio † (prima del 431 - dopo il 459)[4]
- Innocenzo † (menzionato nel 533)[4]
- Giovanni † (menzionato nel 553)[4]
- Filippo † (menzionato nel 713/714)[5]
- Innocenzo ? † (? - circa 755/756)[6]
- Niceta † (menzionato nell'879)[7]
- Basilio † (menzionato nel 1029)[8]
- Teofilo † (XI secolo)[9]
- Leone † (XI secolo)[10]
- Teodoro † (XI secolo)[11]
- Anonimo † (menzionato nel 1066)[4]
- Teodolo † (menzionato nel 1079)[12]
- Niceta † (menzionato nel 1166)[13]
- Anonimo † (menzionato nel 1170)[14]
- Stefano † (menzionato nel 1260)[15]
- Tommaso † (menzionato nel 1285)[16]
- Cirillo † (menzionato nel 1295)[17]
- Leone † (circa 1300)[18]
- Saba † (circa  1351 / 1365)[19]
- Antonio † (? - 1372 eletto metropolita di Mesembria)[20]
- Pancrazio † (12 dicembre 1646 - ?)
- Callinico † (menzionato nel 1697)
- Gabriele † (inizio del XVIII secolo)
- Antimo † (? - settembre 1743)
- Neofito † (maggio 1771 - 1º maggio 1789 eletto patriarca di Costantinopoli)
- Neofito † (maggio 1789 - ottobre 1810 dimesso)
- Costanzo † (3 ottobre 1810 - ottobre 1821 deceduto)
- Daniele † (ottobre 1821 - febbraio 1838 eletto metropolita di Filadelfia)
- Gioannizio † (febbraio 1838 - ottobre 1839 deceduto)
- Antimo † (ottobre 1839 - dicembre 1845 eletto metropolita di Efeso)
- Cirillo † (dicembre 1845 - 16 marzo 1863 deceduto)
- Teocleto Teodosiadis † (16 marzo 1863 - luglio o agosto 1865)
- Antimo † (11 settembre 1865 - luglio 1877)
- Gerolamo Gorgias † (24 luglio 1877 - 5 agosto 1885 eletto metropolita di Nicopoli)
- Costantino Vafeidis † (3 ottobre 1885 - 18 ottobre 1888 eletto metropolita di Serres)
- Crisante Ieroclis † (20 ottobre 1888 - settembre 1893)
- Gabriele Iatroudakis † (23 ottobre 1893 - luglio 1894 deposto)
- Gioacchino Valasiadis † (16 luglio 1894 - 7 settembre 1900 eletto metropolita di Rodi)
- Costanzo Gazis † (7 settembre 1900 - ottobre 1902)
- Nicola Sakkopoulos † (19 ottobre 1902 - 13 febbraio 1914 eletto metropolita di Cesarea)
- Melissene Christodoulou † (13 febbraio 1914 - 2 ottobre 1920 deceduto)
- Antimo Saridis † (17 novembre 1922 - 4 agosto 1938 deceduto)
- Spiridone Alyvizatos † (9 dicembre 1938 - 13 dicembre 1940 deceduto)
- Basilio Konstantinou † (marzo 1941 - 24 dicembre 1952 deceduto)
- Timoteo Matthaiakis † (marzo 1954 - 22 maggio 1974 eletto metropolita di Nea Ionia)
- Damasceno Rumeliotis † (30 maggio 1974 - 6 novembre 2012 deceduto)
- Pantalemone Moutafis, dal 21 febbraio 2013